# 合議庭
合議庭，英文是collegial panel，或collegial tribunal，是由三名以上审判员或者审判员和人民陪审员集体审判案件的组织形式。
中华人民共和国司法体制中，人民法院审理案件，由合议庭或者法官一人独任审理。合议庭由法官组成，或者由法官和人民陪审员组成，成员为三人以上单数。合议庭由一名法官担任审判长。院长或庭长参加审理案件时，由自己担任审判长。合议庭评议案件应当按照多数人的意见作出决定，少数人的意见应当记入笔录。评议案件笔录由合议庭的组成人员签名。
中華民國法院制度中，最高法院的法庭，一般是5位法官所組成之合議庭，但2019年夏天起實施之大法庭制度則由11位法官組成。高等法院之法庭，由3位法官組成合議庭。地方法院則通常採取獨任制，由一位法官審理案件；但民事訴訟之簡易程序及小額程序，第一審係由簡易庭之獨任法官審理，二審則由地方法院之3人合議庭審理。合議庭是以評議的方式，來投票形成法院對外之見解。合議庭之法官，分為審判長、受命法官、陪席法官。